# Куна (река, впадает в Чудское озеро)
Куна — река в России, протекает по территории Гдовского района Псковской области. Длина реки составляет 18 км, впадает в Чудское озеро.

## География
Истоки реки расположены в урочище Верхнеручье, течёт в западном направлении. Длина реки составляет 18 км. По левой стороне в неё впадает приток Микушень.
От истока к устью рядом с речной долиной расположены населённые пункты: Трутнево, Андронова Гора, Селихово, Лодыгин Двор, Сидоровщина, Лунёвщина, Киселёво, Леоновщина, Замикушье, Загорье, Редусово, Мерзляково, Кунесть и Горка.
Под мостом река пересекает автодорогу Р60 Псков-Гдов.

## Данные водного реестра
По данным государственного водного реестра России относится к Балтийскому бассейновому округу, водохозяйственный участок реки — Водные объекты бассейна оз. Чудско-Псковское без р. Великая, речной подбассейн отсутствует. Относится к речному бассейну реки Нарва (российская часть бассейна).
Код объекта в государственном водном реестре — 01030000312102000027398.